# Gästehaus der Villa Pellet

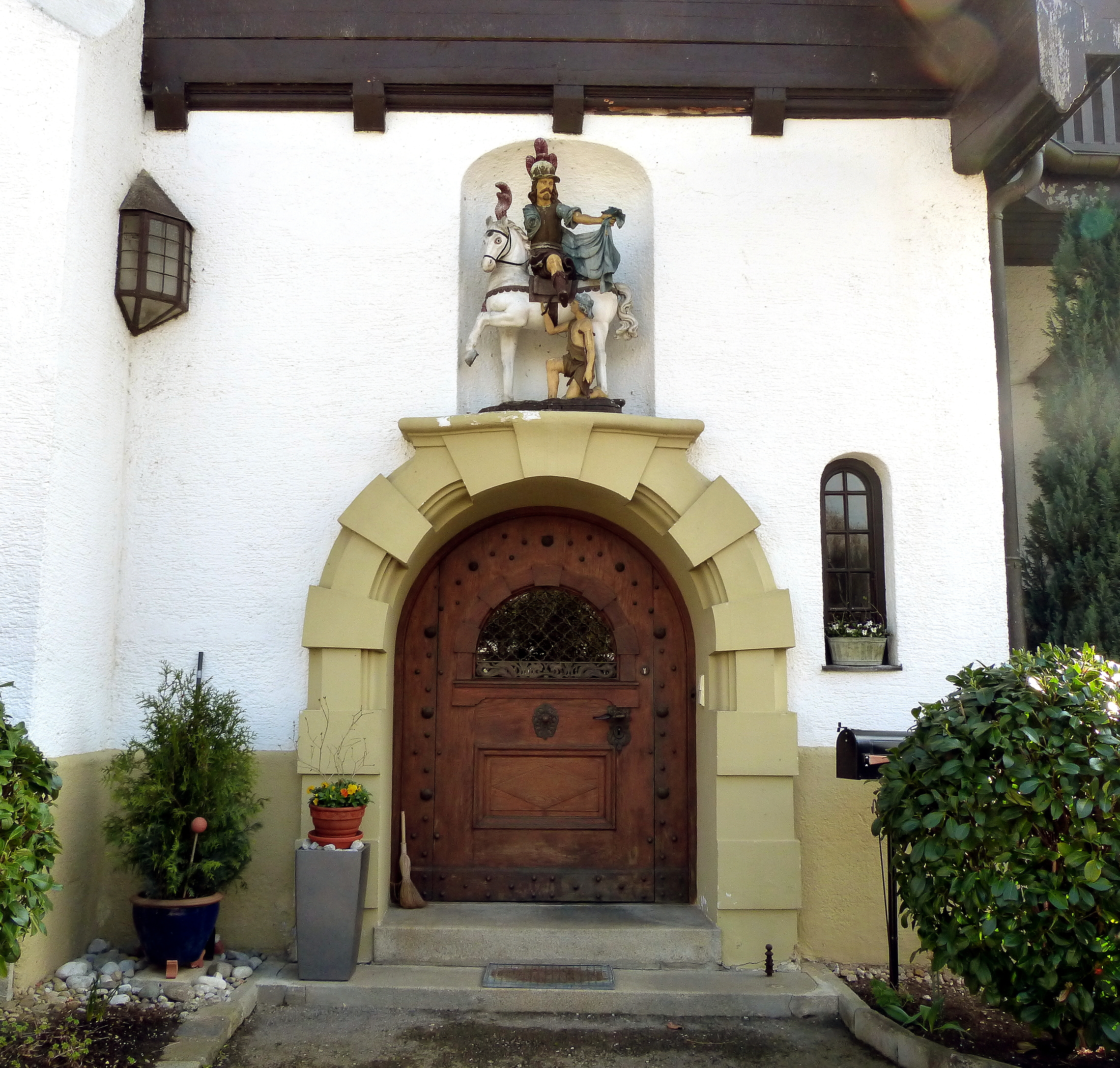
Eingang

Das ehemalige Gästehaus der Villa Pellet in Kempfenhausen, einem Gemeindeteil von Berg im oberbayerischen Landkreis Starnberg, wurde 1907 errichtet. Das Gästehaus der Villa Pellet an der Münchner Straße 57 ist ein geschütztes Baudenkmal.
Die sogenannte kleine Villa oder Direktorenhaus ist ein erdgeschossiger Krüppelwalmdachbau mit Lauben und Giebelrisalit im barockisierenden Heimatstil.
Das Gebäude gehört heute zum Landschulheim Kempfenhausen.